# Zapasy na Igrzyskach Azji Południowo-Wschodniej 1987
Turniej zapasów na Igrzyskach Azji Południowo-Wschodniej w indonezyjskim mieście Gorgol rozegrano od 10 do 12 września 1987 roku, na terenie Grogol Youth Center.

## Tabela medalowa
| Poz. | Państwo   |   |   |   | Razem |
| ---- | --------- | - | - | - | ----- |
| 1    | Indonezja | 7 | 0 | 0 | 7     |
| 2    | Filipiny  | 0 | 6 | 0 | 6     |
| 3    | Kambodża  | 0 | 1 | 2 | 3     |
|      | Łącznie   | 7 | 7 | 2 | 16    |

## Wyniki

### Zapasy w stylu wolnym
| Waga  | Złoto:          | Srebro:        | Brąz:       |
| 48 kg | Suryadi Gunawan | Luis Tibon     | Sri Lakhana |
| 52 kg | Sukarman        | Filippe Escote | Teng Bun    |

### Zapasy w stylu klasycznym
| Waga   | Złoto:          | Srebro:         | Brąz: |
| 48 kg  | Suryadi Gunawan | Elmer Alegrado  | ----  |
| 57 kg  | Sukarman        | Teng Bun        | ----  |
| 68 kg  | Rusdi           | Juan Tauro      | ----  |
| 82 kg  | Edi Santoso     | Antonio Dime    | ----  |
| 100 kg | Sudirman        | Jose Bereciarte | ----  |